# Aek Ilung
Aek Ilung is een bestuurslaag in het regentschap Padang Lawas Utara van de provincie Noord-Sumatra, Indonesië. Aek Ilung telt 318 inwoners (volkstelling 2010).